# KTM SM 25
In den späten 1970er- und 1980er-Jahren gehörte die KTM SM 25 zur Oberklasse der Mofas. KTM hatte das Mofa mit einer durchgehenden Sitzbank ausgestattet, was es – gleichwohl illegal – ermöglichte, eine zweite Person kurzfristig zu transportieren. Das zulässige Gesamtgewicht des Mofas betrug 180 kg. Ein unmittelbarer Konkurrent, der nach demselben Muster gebaut wurde, war die später erschienene Hercules Prima GT und die Hercules G3.

## Technische Spezifikationen
Als Zündkerzen kamen W8AC zum Einsatz. Der Kraftstofftank fasste 7,5 Liter. Das Mofa war mit einem Sachsmotor ausgestattet (Sachs 506/3b oder 506/3by bei den jüngeren Modellen, das alte Modell verfügte über einen Sachs 503/D).
- 3-Gang-Handschaltung
- Trommelbremse vorne und hinten.

## Weitere ähnliche Modelle
- Rixe R 503
- Zündapp CS 25
- KTM Bora 25 (mit gleichem Motor)
- Zündapp CX 25
- Zündapp Hai 25
- Zündapp ZD 25 TS
- Zündapp ZD 50 TS
- Hercules G 3
- Hercules Prima Presto
- Hercules Prima Pronto
- Puch Racing 25